# Pearl Jansen
Pour les articles homonymes, voir Jansen.
Pearl Jansen (née en 1950 à Bonteheuwel, au Cap-Occidental) est une reine de beauté et chanteuse sud-africaine qui termina première dauphine au concours de Miss Monde qui eut lieu au Royaume-Uni en 1970. Elle fut la première femme noire à représenter son pays dans cette compétition, bien qu'elle dût alors concourir en tant que Miss Africa South aux côtés de la blanche et officielle Miss South Africa en raison de la politique d'apartheid

## Biographie
Pearl Gladys Jansen avait 20 ans quand elle se présenta au concours de Miss Monde 1970. Elle a déclaré qu’après le concours rien ne changea pour elle à cause du régime d’apartheid. Elle a dû attendre d’avoir 58 ans pour enfin réaliser son rêve de devenir chanteuse.

## Le concours Miss Monde 1970
Le concours de 1970 eut lieu à Londres dans un climat de contestation de la part des mouvements féministes et anti-apartheid. Sous la pression des activistes anti-apartheid les organisateurs du concours demandèrent au comité d'Afrique du Sud d'envoyer une candidate noire aux côtés de la candidate officielle, Jillian Jessup. Ils dénichèrent une reine de beauté, Pearl Jansen, dans le township coloured de Bonteheuwel au Cap. Durant la cérémonie il y eut des manifestations de militantes du mouvement de libération des femmes et de la farine fut jetée sur la scène. Le présentateur, Bob Hope, fut également chahuté. Finalement, Jennifer Hosten, Miss Grenade, devint la première femme noire à remporter le concours, et Pearl Jansen termina seconde.

## Dans la culture populaire
Pearl Jansen est l’un des personnages du film Miss Révolution (Misbehaviour) de Philippa Lowthorpe en 2020, avec Keira Knightley et Gugu Mbatha-Raw. Son personnage est interprété par l'actrice Loreece Harrison.